# Каррейра, Энрике
Энри́ке Те́леш Карре́йра (порт. Henrique Teles Carreira; 3 июня 1933, Луанда — 30 мая 2000, Мадрид), он же Ико Каррейра (Iko Carreira) — ангольский военный и государственный деятель, политик и дипломат. Один из высших руководителей МПЛА. Активный участник ангольской войны за независимость и гражданской войны, один из основателей ФАПЛА. Первый министр обороны НРА в 1975—1980. Впоследствии посол НРА в Алжире, военный атташе в Испании.

## Происхождение и первоначальная служба
Родился в ангольской семье португальско-итальянского происхождения. Место рождения Энрике Каррейры доподлинно неизвестно — называется как Луанда, так и Кибала (Южная Кванза). Разночтения существуют и по дате рождения: наряду с 3 июня 1933 года называется 2 июня.
Учился в Лиссабонском университете. Служил в ВВС Португалии во время колониальной войны. Через Алжир установил связь с ангольским антиколониальным движением и примкнул к МПЛА. Дезертировал из португальской армии вместе с Педру Пирешем (будущий президент Кабо-Верде) и Жаокимом Чиссано (будущий президент Мозамбика).
Энрике Каррейра быстро выдвинулся в окружении Агостиньо Нето. После отставки Мануэла Лимы и гибели Жозе Мендеша ди Карвалью он принял оперативное командование вооружёнными формированиями МПЛА — Народной армией освобождения Анголы (ЭПЛА). Командовал операциями ЭПЛА против португальских войск в ходе войны за независимость. 

## Министр обороны
После провозглашения независимости 11 ноября 1975 года занял пост министра обороны Народной Республики Ангола. В первые годы гражданской войны Каррейра являлся главным руководителем силовых структур НРА. Он осуществлял верховное командование вооружёнными силами правительства МПЛА — ФАПЛА. В тесном взаимодействии с кубинским экспедиционным корпусом и советскими] военными миссиями ФАПЛА удалось в 1976 году нанести поражение регулярным войскам ЮАР, разгромить вооружённые формирования ФНЛА, серьёзно подорвать силы УНИТА. Однако повстанческие отряды УНИТА во главе c Жонасом Савимби сумели сохраниться, перегруппироваться и перейти к многолетней партизанской войне.
Усилиями Каррейры была быстро выстроена боеспособная армия НРА. Генерал Каррейра принадлежал к руководящей верхушке МПЛА, считался вторым-третьим — после Агостиньо Нето, наряду с Лусио Ларой — человеком в партии и государстве. Ближайшими друзьями и политическими союзниками Каррейры были глава правительства Лопу ду Нашсименту и начальник службы госбезопасности DISA Луди Кисасунда.
27 мая 1977 года радикально-коммунистическая группировка Ниту Алвиша подняла подняла мятеж в Луанде. Генерал Каррейра, как представитель «бело-мулатской элиты», вызывал особую ненависть предводителей мятежа, позиционировавшихся как выразители интересов чернокожей бедноты. Министр обороны сыграл важную роль в подавлении «фракционеров». Он руководил военным трибуналом (назван Comissão das Lágrimas — «Комиссия слёз»), выносившим смертные приговоры участникам мятежа. Был одним из главных организаторов массовых репрессий 1977—1979 годов.

## Отставка и уход
После смерти президента Нето и прихода на пост главы государства Жозе Эдуарду душ Сантуша в 1979 году позиции Каррейры резко ослабли. В 1980 году он был отстранён с поста министра обороны. В 1983 назначен командующим ВВС и ПВО Анголы, затем отправлен послом в Алжир и военным атташе в Испанию. Политического значения эти должности не имели и рассматривались как второстепенные. После отставки Энрике Каррейра критически высказывался о сложившейся в Анголе системе «дикого капитализма» и разгула коррупции.
Энрике Каррейра — автор политических мемуаров и нескольких художественных произведений.
В 1987 году Энрике Каррейра получил кровоизлияние в мозг, после чего отошёл от активной политики. Последние 13 лет жизни он прожил с парализованным левым боком. Лечился во Франции и США, потом с женой и детьми переехал в Испанию. Две последние книги набирал двумя пальцами на специальном компьютере. Скончался за несколько дней до своего 67-летия.

## Оценки
Энрике Каррейра считается одним из основателей независимой Анголы, крупным деятелем общеафриканского антиколониального движения. Некролог в The Guardian отмечает, что он был «ключевой фигурой в борьбе Анголы за сохранение независимости — в условиях чрезвычайного давления со стороны США». В то же время, его политическая биография связана с партийной диктатурой МПЛА, многолетней войной и репрессиями.
Мария Элена Диниш, вдова генерала Каррейры, характеризует его прежде всего как ангольского националиста. При этом она отмечает, что в современной Анголе почти отсутствует память о её муже (кроме узкого круга военных ветеранов). Официальных почестей не отдаётся, новые поколения не знают этого имени.

## Семья
Энрике Каррейра был женат, имел четверых детей. Мария Элена Диниш — участница войны за независимость, полковник ангольской армии. Младшая дочь Икена Каррейра — известная телеведущая.